# Matice zkosení
Matice zkosení (anglicky transvection) je v lineární algebře elementární matice, která reprezentuje přičtení násobku jednoho řádku nebo sloupce k jinému. Takovou matici můžeme dostat z jednotkové matice nahrazením jednoho nulového prvku nenulovou hodnotou.

## Definice
Matice zkosení má podobu:
{\displaystyle {\boldsymbol {L}}_{ij}(\lambda )={\begin{pmatrix}1&&&&&&\\&\ddots &&&&&\\&&1&&\lambda &&\\&&&\ddots &&&\\&&&&1&&\\&&&&&\ddots &\\&&&&&&1\end{pmatrix}}}
Formálně pro dvojici různých indexů {\displaystyle i\neq j} a parametr {\displaystyle \lambda }:
{\displaystyle ({\boldsymbol {L}}_{i,j}(\lambda ))_{k,l}={\begin{cases}\lambda &{\text{pro }}(k,l)=(i,j),\\1&{\text{pro }}k=l,\\0&{\text{jinak}}.\\\end{cases}}}

### Ukázka vR2{\displaystyle \mathbb {R} ^{2}}
Zkosení rovnoběžné s osou {\displaystyle x} vede k {\displaystyle x'=x+\lambda y} a {\displaystyle y'=y}. V maticovém tvaru:
{\displaystyle {\begin{pmatrix}x'\\y'\end{pmatrix}}={\begin{pmatrix}1&\lambda \\0&1\end{pmatrix}}{\begin{pmatrix}x\\y\end{pmatrix}}.}
Podobně zkosení rovnoběžné s osou {\displaystyle y} má {\displaystyle x'=x} a {\displaystyle y'=y+\lambda x}. V maticovém tvaru:
{\displaystyle {\begin{pmatrix}x'\\y'\end{pmatrix}}={\begin{pmatrix}1&0\\\lambda &1\end{pmatrix}}{\begin{pmatrix}x\\y\end{pmatrix}}.}

## Vlastnosti
Je-li {\displaystyle {\boldsymbol {L}}} je matice zkosení řádu {\displaystyle n}, pak má následující vlastnosti:
- {\displaystyle {\boldsymbol {L}}} je asymetrická, neboli není symetrická,
- z {\displaystyle {\boldsymbol {L}}} lze vytvořit blokovou matici záměnou vhodné dvojice sloupců a vhodné dvojice řádků,
- {\displaystyle {\boldsymbol {L}}} má hodnost {\displaystyle n}, a proto je regulární.
- inverzní matice je {\displaystyle ({\boldsymbol {L}}_{ij}(\lambda ))^{-1}={\boldsymbol {L}}_{ij}(-\lambda )}, reprezentující transformaci zkosení opačným směrem,
- pro celočíselné, tedy i nekladné mocniny platí {\displaystyle ({\boldsymbol {L}}_{ij}(\lambda ))^{n}={\boldsymbol {L}}_{ij}(n\lambda )},
- {\displaystyle {\boldsymbol {L}}} je trojúhelníková s 1 na diagonále a proto má její determinant hodnotu {\displaystyle \det {\boldsymbol {L}}=1},
- obsah, objem nebo objemy polytopů jakéhokoli vyššího řádu se při zkosení vrcholů polytopu nemění,
- pro stopu platí {\displaystyle \operatorname {tr} {\boldsymbol {L}}=n},
- 1 je jediné vlastní číslo matice {\displaystyle {\boldsymbol {L}}},
- geometrická násobnost vlastního čísla 1 neboli dimenze prostoru vlastních vektorů matice {\displaystyle {\boldsymbol {L}}}  je {\displaystyle n-1},
- {\displaystyle {\boldsymbol {L}}} je defektní.

### Skládání v rovině
Pro skládání dvou nebo více zkosení v rovině platí vztah:
Jsou-li {\textstyle {\begin{pmatrix}1&\lambda \\0&1\end{pmatrix}}} a {\textstyle {\begin{pmatrix}1&0\\\mu &1\end{pmatrix}}} dvě  matice zkosení, pak matice složené transformace je:
{\displaystyle {\begin{pmatrix}1&\lambda \\0&1\end{pmatrix}}{\begin{pmatrix}1&0\\\mu &1\end{pmatrix}}={\begin{pmatrix}1+\lambda \mu &\lambda \\\mu &1\end{pmatrix}}}.
Determinant výsledné matice je 1, takže se obsah či objem zachová i při složené transformaci (platí obecně i ve vyšších dimenzích).
Volba {\displaystyle \lambda =\mu } dává pozitivně definitní matici {\displaystyle {\begin{pmatrix}1+\lambda ^{2}&\lambda \\\lambda &1\end{pmatrix}}}.

## Aplikace
- Matice zkosení se často používají v počítačové grafice.[1]